# Veiros (Estarreja)
Veiros ist ein Ort und eine ehemalige Gemeinde (Freguesia) im portugiesischen Kreis Estarreja. Die Gemeinde hatte 2487 Einwohner (Stand 30. Juni 2011).
Am 29. September 2013 wurden die Gemeinden Veiros und Beduído zur neuen Gemeinde União das Freguesias de Beduído e Veiros zusammengeschlossen.